# En vivo - Grabado en noviembre de 1995, en La Plata
En vivo - Grabado en noviembre de 1995, en La Plata, también conocido como En vivo en La Plata o simplemente En vivo es el quinto álbum en vivo de la banda argentina de hard rock y heavy metal Riff, publicado en 1996 por Main Records. 
El disco fue grabado en el Hipódromo de La Plata, en noviembre de 1995.
Fue remasterizado y reeditado en 2008 por Pappo Records.
Lista de canciones
| N.º     | Título                     | Escritor(es)           | Duración |  |
| 1.      | «Presentación»             |                        | 0:44     |  |
| 2.      | «Rayo luminoso»            | Pappo                  | 3:43     |  |
| 3.      | «Ruedas de metal»          | Pappo                  | 5:42     |  |
| 4.      | «El marqués»               | Pappo                  | 4:32     |  |
| 5.      | «Mucho por hacer»          | Vitico                 | 5:08     |  |
| 6.      | «Fuera de mí»              | Pappo                  | 1:43     |  |
| 7.      | «Héroes del asfalto»       | Pappo                  | 5:57     |  |
| 8.      | «Geisha»                   | Pappo, Michel Peyronel | 2:43     |  |
| 9.      | «Pantalla del mundo nuevo» | Michel Peyronel        | 7:20     |  |
| 10.     | «Macadam»                  | Pappo, Michel Peyronel | 5:20     |  |
| 11.     | «El forastero»             | Pappo, Vitico          | 3:17     |  |
| 12.     | «Sube a mi voiture*»       | Pappo                  | 4:15     |  |
| 13.     | «Ruedas de metal*»         | Pappo                  | 7:55     |  |
| 14.     | «Susy Cadillac*»           | Pappo, Michel Peyronel | 4:52     |  |
| 15.     | «El forastero*»            | Pappo, Vitico          | 2:45     |  |
| 1:06:02 |                            |                        |          |  |

*Bonus tracks grabados en vivo en River

## Personal
- Pappo - Voz y Guitarra líder
- Boff Serafine - Guitarra rítmica
- Vitico - Bajo y Voz
- Michel Peyronel - Batería y Voz